# Ruhland Verlag
Der Ruhland Verlag ist ein unabhängiger Belletristik- und Sachbuchverlag, der 1971 in Frankfurt am Main gegründet wurde.

## Geschichte
Erich Ruhland (1926–2017) gründete 1971 den Fachverlag Erich Ruhland in Frankfurt am Main. Der Verlag startete mit 14 Fachbüchern für die berufliche Ausbildung und war seitdem an der Frankfurter Buchmesse vertreten. 1987 gelang dem Verlag mit dem Titel Erfolgsberuf Sekretärin im Bereich der kaufmännischen Fachliteratur ein Bestseller. 1988 etablierte sich der Verlag als Versandbuchhandel für Schulen, Banken, Bildungsunternehmen, Rechtsanwaltskanzleien und Wirtschaftsprüfungsgesellschaften. 2004 übernahm Kaarina Kyröläinen die Geschäftsführung und stellte das Programm um auf die Bereiche Sachbuch und Belletristik.

## Verlagsprogramm
Ab 2008 erscheinen im Ruhland Verlag Romane und Erzählungen, Kinderbücher und Märchen sowie Fach- und Sachbücher. Das Verlagsprogramm beinhaltet christliche Literatur, Sachbücher zu religiösen, wirtschaftlichen, politischen und gesellschaftlichen Fragen sowie aus dem Finnischen und Englischen übersetzte Literatur. Das Imprint Lichtwerck veröffentlicht Bücher zu den Themenbereichen Unterhaltung, Begegnungen und Abenteuer. Die Titel gehen fundamentalen Fragen des Menschseins nach und sind laut Verlag „Bücher gegen den Strich“ oder, wie das Coverdesign veranschaulichen möchte, „Bücher, die aus dem Rahmen des Üblichen fallen“. Zu den bekannten Autoren gehören Beile Ratut, Tapio Puolimatka, Shelley Lubben, Inken Weiand und Klaus Lippmann.